# Onthophagus palestriniae
Onthophagus palestriniae är en skalbaggsart som beskrevs av Moretto och Nicolas 2004. Onthophagus palestriniae ingår i släktet Onthophagus och familjen bladhorningar. Inga underarter finns listade i Catalogue of Life.